# رفی کوهن
رفی کوهن (به انگلیسی: Rafi Cohen) دروازه‌بان اهل اسرائیل است که از سال ۱۹۹۲ تا ۲۰۰۰ میلادی عضو تیم ملی فوتبال اسرائیل بوده و در ۴۳ بازی ملی حضور داشته است.